# Parlament Helénů
Parlament Helénů (řecky: Βουλή των Ελλήνων) je jednokomorový parlament Řecké republiky.
Sídlí ve Starém královském paláci v Athénách, při Náměstí Syntagma. V paláci parlament sídlí od roku 1929, postaven byl mezi lety 1836 až 1843 jako rezidence královské rodiny. Parlament má 300 členů volených lidovým hlasováním na čtyři roky v 56 volebních obvodech poměrným zastoupením. Pokud strana s největším počtem hlasů získá celostátně 25 % a více hlasů, získá bonus 20 až 50 křesel navíc (toto pravidlo platí od parlamentních voleb v roce 2023). V letech 1844–1863 a 1927–1935 byl parlament dvoukomorový. Poslanec parlamentu musí být starší 25 let. S výjimkou univerzitních profesorů je státním zaměstnancům (včetně příslušníků ozbrojených sil) zakázáno kandidovat do parlamentu, pokud se trvale nevzdají svého úřadu. Prezident republiky může svolat mimořádné zasedání parlamentu, "kdykoli to uzná za přiměřené" a rozhodnout také o jeho délce a účelu. Parlament provozuje vlastní televizní stanici Vouli TV, která vysílá všechna plenární zasedání a zasedání výborů. Pokud se nic z toho nekoná, stanice vysílá výběr filmů, divadelních her, koncertů vážné hudby, operních a baletních představení a historických dokumentů.  